# Denis Janot
Denis Janot ( editor entre 1529 y 1544) es un impresor parisino, que ejerció cerca de la Catedral de Notre Dame. Janot, Impresor del rey, editó sus libros en francés, atractivos por sus numerosas ilustraciones. Imprimió un gran número escritores clásicos además de escritores contemporáneos franceses, especialmente en lo relativo a la « querella de las mujeres ».

## Biografía
Su padre Jean Janot fue impresor entre 1508-1522, y estaba casado con Marie Macée Trepperel, cuyos padres también eran impresores. Con su mujer, Jean Janot editó libros en francés, y sus hijos Denis y Simon ejercieron el mismo oficio. Denis Janot comenzó en 1529 en el Palacio de justicia de París, trabajando con Alain Lotrian. En 1534 se establece por su cuenta, cerca de Notre Dame. Después de su muerte, en diciembre de 1544, su viuda, Jeanne de Marnef (también de una familia de impresores) continuó dirigiendo el taller.
Al igual que su padre, Denis Janot imprime obras en lenguaje corriente, aunque se especializa en « poesía, moral e historia ». Según Stephen Rawles, su objetivo es la edición de textos en lenguaje corriente, con « algunas exigencias de calidad estética » a las cuales apelaban los impresores humanistas de la época para imprimir textos latinos y griegos. En 1543, fue nombrado impresor del rey ; un catálogo de la época censa 163 trabajos, en los que solo 14 son en latín, y muchas de sus traducciones son aquellas de autores latinos clásicos (incluidas dos traducciones diferentes del Somnium Scipionis de Cicerón).  Son particularmente notables los numerosos libros que publica en torno a la querella de las mujeres, que agitaba los espíritus de la época.
Una de las prácticas habituales de Denis Janot es ilustrar los libros que imprime, y es el uno de los primeros impresores franceses en editar libros de emblemas ; publica Le Teatre des bons engins de Guillaume de La Perrière en una edición sin fecha que aparece en la primera parte de 1540; 1534 es la fecha de publicación del primer libro de emblemas en francés. Janot publica en esta época los libros más importantes incluida el Roman de la Rose y Le Trésor de la cité des dames de Christine de Pizan. Según Stephen Rawles, sus ediciones de las obras de Clément Marot son las más significativas en relación con la poesía francesa.